# ليوناردو أسترادا
ليوناردو أسترادا (بالإسبانية: Leonardo Astrada)‏ (مواليد 6 يناير 1970) هو لاعب كرة قدم. يلعب مع منتخب الأرجنتين لكرة القدم. سبق له أن لعب في كأس العالم لكرة القدم مع منتخب بلاده.

## مسيرته الكروية
لعب ليوناردو أسترادا خلال مسيرته الاحترافية مع ناديين في خمسة عشر موسمًا وسجل خلالها 6 أهداف ضمن 339 مباراة. ولم يفز بأي موسم بالكأس وفاز في تسعة مواسم بالدوري.
خاض ليوناردو أسترادا مسيرته مع نادي ريفر بليت في موسم 1989–90 في المرة الأولى ليلعب معه أحد عشر موسمًا ثم في موسم 2000–01 واستمر معه طيلة ثلاثة مواسم، مشاركًا طوالها في 333 مباراة سجل خلالها 6 أهداف. ثم انتقل إلى نادي غريميو بورتو أليغرينزي ما بين عامي 2000 و2001 لمدة موسم واحد، حيث شارك في 6 مباريات ولم يسجل أي هدف.

## روابط خارجية
- ليوناردو أسترادا على موقع الاتحاد الدولي (مؤرشف)  (الإنجليزية)
- ليوناردو أسترادا على موقع الاتحاد الأوربي (الإنجليزية)
- ليوناردو أسترادا على موقع قاعدة بيانات كرة القدم.إي يو (الإنجليزية)
- ليوناردو أسترادا على موقع ناشيونال فوتبول تيمز (الإنجليزية)
- ليوناردو أسترادا على موقع Soccerway.com (الإنجليزية)